# Roberto Rosso (politico 1960)
Roberto Rosso (Casale Monferrato, 20 settembre 1960) è un politico e avvocato italiano.

## Biografia
Nato a Casale Monferrato, in provincia di Alessandria, ma vive a Trino (Vercelli). Si è laureato in giurisprudenza, di professione è avvocato civilista.
Il 30 giugno 2012 si sposa con Roberta Cornaglia, imprenditrice del Gruppo Cornaglia.

### Attività politica
Entra in politica giovanissimo: a 19 anni è già iscritto alla Democrazia Cristiana e viene eletto consigliere comunale di Trino, il suo paese d'origine. In seguito ricopre i ruoli di vicesegretario regionale della DC in Piemonte e di consigliere provinciale di Vercelli.
Dopo lo scioglimento della DC, nel 1994 aderisce al movimento politico di Berlusconi Forza Italia e viene eletto deputato alla Camera, dove è confermato per le successive cinque legislature fino al 2013. In questa veste si adopera in commissione Cultura della Camera per determinare la nascita dell'Università del Piemonte Orientale con sede a Vercelli.
Alle elezioni amministrative del 2001 viene candidato alla carica di sindaco di Torino, sfidando Sergio Chiamparino per la poltrona, perdendo al ballottaggio per 5,74 punti percentuali, ma conquistando al primo turno un record di voti per il centro destra torinese pari a 266.704 voti.
Nel 2002 è diventato Commissario Straordinario di Forza Italia in Friuli-Venezia Giulia e Responsabile Nazionale Rapporti con il mondo del lavoro e con le organizzazioni sindacali di Forza Italia.
Nel 2004 è stato nominato Sottosegretario di Stato al Ministero del lavoro e delle politiche sociali nel Governo Berlusconi III. Nel novembre 2006 è nominato responsabile nazionale del dipartimento di Forza Italia Politiche Sociali e Welfare. Nel 2007 fonda la campagna "Noi siamo vercellesi" a sostegno della provincia di Vercelli. Nel 2008 viene rieletto deputato nelle liste de Il Popolo della Libertà.
Il 16 aprile 2010 il Presidente della Regione Piemonte Roberto Cota (Lega Nord) nomina Rosso nuovo Vicepresidente della Regione Piemonte e Assessore regionale al Lavoro. Il 14 luglio, dopo appena tre mesi dalla nomina rassegna le dimissioni dagli incarichi preferendo il ruolo di parlamentare nazionale in seguito a contrasti con il PdL piemontese guidato da Enzo Ghigo.
Nel novembre 2010 aderisce al gruppo di Futuro e Libertà per l'Italia, lasciando il PdL.
Ma solo tre mesi dopo, il 17 febbraio 2011 ritorna nel PdL dopo un incontro, svoltosi lo stesso giorno, con il Presidente del Consiglio Silvio Berlusconi a Palazzo Grazioli., e il 5 maggio 2011 viene nominato sottosegretario di Stato al Ministero delle politiche agricole alimentari e forestali del governo Berlusconi IV, fino al novembre successivo. Resta deputato fino al 2013.
Nel 2015 lascia Forza italia per aderire ai Conservatori e Riformisti di Raffaele Fitto.
Nel febbraio 2016 annuncia la sua corsa come sindaco di Torino sostenuto da una lista civica col suo nome con cui raccoglie il 5,05% alla pari con Forza Italia.
Nel 2018 aderisce a Fratelli d'Italia, di cui è capogruppo al Comune di Torino e Vice Sindaco di Trino.
Alle elezioni regionali in Piemonte del 26 maggio 2019 viene eletto Consigliere regionale, con Fratelli d'Italia in provincia di Torino, ottenendo 4.777 voti di preferenza. A seguito di ciò diventa Assessore della Regione Piemonte ottenendo l'assessorato ai rapporti con il Consiglio regionale, delegificazione dei percorsi amministrativi, affari legali e contenzioso, emigrazione e ai diritti civili, fino alle dimissioni il 20 dicembre 2019.

## Controversie
Il 27 settembre 2012, durante un dibattito televisivo sull'emittente regionale lombarda Telelombardia, Rosso denuncia che, avendo ospitato in amicizia un consigliere regionale del Piemonte nella sua dimora invernale a Sestriere in settimana bianca, tutti i giorni il consigliere si faceva firmare un documento da un consigliere comunale del paese ottenendo un rimborso.
Voci giornalistiche si sono concentrate sul capogruppo PdL alla Regione Piemonte Luca Pedrale in quanto sestrierese, il quale ha pero smentito il suo coinvolgimento seguito da una nota dello stesso Rosso in cui si disconosceva il riferimento al consigliere Pedrale.
Il parlamentare PdL inoltre affermò come fosse prassi comune al Consiglio regionale del Piemonte durante il mese di agosto, sebbene il Consiglio sia chiuso per ferie, farsi riconoscere indennità di missione, a patto di essere in vacanza in una località del Piemonte. Il giorno seguente alla denuncia di Rosso la Procura della Repubblica di Torino compie delle perquisizioni con acquisizione di documenti dei bilanci dei gruppi regionali alla sede del Consiglio della Regione Piemonte.
A seguito della denuncia di Rosso, quaranta consiglieri su sessanta saranno inquisiti, alcuni dei quali hanno patteggiato la relativa condanna e venti hanno restituito i fondi. La posizione di quasi tutto il centrosinistra è stata archiviata prima del processo, mentre per il centrodestra c'è stata l'assoluzione in primo grado della maggior parte degli inquisiti, poi diventata condanna in appello. La Cassazione ha annullato diverse condanne, comprese quelle dell'ex presidente Cota , di Riccardo Molinari e di Paolo Tiramani (Lega).

## Inchiesta giudiziaria
Il 20 dicembre 2019 è stato arrestato nell'ambito di un'inchiesta sulla 'ndrangheta piemontese: l'accusa è di aver raggiunto con essa un accordo per le elezioni regionali del maggio 2019 in Piemonte in cambio di un versamento di € 2.900 al Sig. Franco Viterbo e € 5.000 all'ex carabiniere, poi in forza ai servizi segreti Sig. Riccardo Ieraci, da erogarsi quando risulterà poi eletto.
Andando ad analizzare però il voto nella città di Carmagnola (sede del presunto accordo coi Boss) Rosso otterrà solamente 27 preferenze e nessuna a San Gillio, sede della loro residenza. Da alcune intercettazioni emerge infatti che, nonostante la promessa di sostegno a Rosso, i boss Franco Viterbo e Onofrio Garcea avessero intenzione di votare per Domenico Garcea, all'insaputa di quest'ultimo. Al risultato ottenuto conseguì la riduzione dell'importo pattuito.
A seguito dell'arresto, Rosso rassegna le dimissioni da assessore e dal partito Fratelli d'Italia.
Il 10 giugno 2022, all'interno di un maxi processo con molti attori coinvolti, Rosso viene condannato in primo grado a 5 anni di reclusione; la procura per lui aveva chiesto una pena più pesante (di 11 anni di carcere).
Nel luglio del 2023 in appello la pena viene ridotta a 4 anni e 4 mesi ma Rosso nega di aver mai fatto accordi con la ‘ndrangheta.
Il 3 febbraio 2025 la Corte di Cassazione annulla con rinvio la sentenza della Corte di Appello per la mancanza della condotta mafiosa e del metodo mafioso.